# Gran Premio d'Italia 1970
Il Gran Premio d'Italia 1970, XLI Gran Premio d'Italia e decima gara del campionato di Formula 1 del 1970, si è svolto il 6 settembre sul Circuito di Monza ed è stato vinto da Clay Regazzoni su Ferrari, prima vittoria in carriera del pilota svizzero. Durante le prove ufficiali del sabato perì in un incidente il pilota austriaco Jochen Rindt, che in quell'anno si sarebbe laureato campione del mondo postumo, l'unico della storia della Formula 1.

## Qualifiche
| Pos | No | Pilota               | Costruttore        | Squadra                           | Tempo   | Gap   |
| --- | -- | -------------------- | ------------------ | --------------------------------- | ------- | ----- |
| 1   | 2  | Jacky Ickx           | Ferrari            | Scuderia Ferrari SpA SEFAC        | 1:24.14 |       |
| 2   | 10 | Pedro Rodríguez      | BRM                | Yardley Team BRM                  | 1:24.36 | +0.22 |
| 3   | 4  | Clay Regazzoni       | Ferrari            | Scuderia Ferrari SpA SEFAC        | 1:24.39 | +0.25 |
| 4   | 18 | Jackie Stewart       | March-Ford         | Tyrrell Racing Organisation       | 1:24.73 | +0.59 |
| 5   | 6  | Ignazio Giunti       | Ferrari            | Scuderia Ferrari SpA SEFAC        | 1:24.74 | +0.60 |
| 6   | 8  | Jackie Oliver        | BRM                | Yardley Team BRM                  | 1:24.77 | +0.63 |
| 7   | 50 | Jo Siffert           | March-Ford         | March Engineering                 | 1:25.09 | +0.95 |
| 8   | 44 | Jack Brabham         | Brabham-Ford       | Motor Racing Developments Ltd     | 1:25.39 | +1.25 |
| 9   | 30 | Denny Hulme          | McLaren-Ford       | Bruce McLaren Motor Racing        | 1:25.47 | +1.33 |
| 10  | 14 | John Surtees         | Surtees-Ford       | Team Surtees                      | 1:25.56 | +1.42 |
| 11  | 20 | François Cevert      | March-Ford         | Tyrrell Racing Organisation       | 1:25.56 | +1.42 |
| 12  | 22 | Jochen Rindt         | Lotus-Ford         | Gold Leaf Team Lotus              | 1:25.71 | +1.57 |
| 13  | 34 | Andrea De Adamich    | McLaren-Alfa Romeo | Bruce McLaren Motor Racing        | 1:25.91 | +1.77 |
| 14  | 52 | Ronnie Peterson      | March-Ford         | Colin Crabbe Racing               | 1:25.93 | +1.79 |
| 15  | 40 | Jean-Pierre Beltoise | Matra              | Equipe Matra Elf                  | 1:26.01 | +1.87 |
| 16  | 42 | Henri Pescarolo      | Matra              | Equipe Matra Elf                  | 1:26.04 | +1.90 |
| 17  | 32 | Peter Gethin         | McLaren-Ford       | Bruce McLaren Motor Racing        | 1:26.19 | +2.05 |
| 18  | 28 | Graham Hill          | Lotus-Ford         | Brooke Bond Oxo Racing/Rob Walker | 1:26.38 | +2.24 |
| 19  | 24 | John Miles           | Lotus-Ford         | Gold Leaf Team Lotus              | 1:26.51 | +2.37 |
| 20  | 46 | Rolf Stommelen       | Brabham-Ford       | Auto Motor Und Sport              | 1:26.60 | +2.46 |
| 21  | 48 | Chris Amon           | March-Ford         | March Engineering                 | 1:26.67 | +2.53 |
| 22  | 54 | Tim Schenken         | De Tomaso-Ford     | Frank Williams Racing Cars        | 1:26.67 | +2.53 |
| 23  | 12 | George Eaton         | BRM                | Yardley Team BRM                  | 1:27.15 | +3.01 |
| DNQ | 38 | Jo Bonnier           | McLaren-Ford       | Ecurie Bonnier                    | 1:28.07 | +3.93 |
| DNQ | 26 | Emerson Fittipaldi   | Lotus-Ford         | Golden Leaf Team Lotus            | 1:28.39 | +4.25 |
| DNQ | 36 | Nanni Galli          | McLaren-Alfa Romeo | Bruce McLaren Motor Racing        | 1:28.59 | +4.45 |
| DNQ | 56 | Silvio Moser         | Bellasi-Ford       | Silvio Moser Racing Team          | 1:28.61 | +4.47 |

## Gara
| Pos | No | Pilota               | Costruttore        | Giri | Tempo/Ritiro      | Pos. Griglia | Punti |
| --- | -- | -------------------- | ------------------ | ---- | ----------------- | ------------ | ----- |
| 1   | 4  | Clay Regazzoni       | Ferrari            | 68   | 1:39:07.1         | 3            | 9     |
| 2   | 18 | Jackie Stewart       | March-Ford         | 68   | + 5.73            | 4            | 6     |
| 3   | 40 | Jean-Pierre Beltoise | Matra              | 68   | + 5.8             | 14           | 4     |
| 4   | 30 | Denny Hulme          | McLaren-Ford       | 68   | + 6.15            | 9            | 3     |
| 5   | 46 | Rolf Stommelen       | Brabham-Ford       | 68   | + 6.41            | 17           | 2     |
| 6   | 20 | François Cevert      | March-Ford         | 68   | + 1:03.46         | 11           | 1     |
| 7   | 48 | Chris Amon           | March-Ford         | 67   | + 1 Giro          | 18           |       |
| 8   | 34 | Andrea De Adamich    | McLaren-Alfa Romeo | 61   | + 7 Giri          | 12           |       |
| NC  | 32 | Peter Gethin         | McLaren-Ford       | 60   | Non Classificato  | 16           |       |
| Ret | 8  | Jackie Oliver        | BRM                | 36   | Motore            | 6            |       |
| Ret | 52 | Ronnie Peterson      | March-Ford         | 35   | Motore            | 13           |       |
| Ret | 44 | Jack Brabham         | Brabham-Ford       | 31   | Incidente         | 8            |       |
| Ret | 2  | Jacky Ickx           | Ferrari            | 25   | Frizione          | 1            |       |
| Ret | 12 | George Eaton         | BRM                | 21   | Surriscaldamento  | 20           |       |
| Ret | 54 | Tim Schenken         | De Tomaso-Ford     | 17   | Motore            | 19           |       |
| Ret | 6  | Ignazio Giunti       | Ferrari            | 14   | Alimentazione     | 5            |       |
| Ret | 42 | Henri Pescarolo      | Matra              | 14   | Motore            | 15           |       |
| Ret | 10 | Pedro Rodríguez      | BRM                | 12   | Motore            | 2            |       |
| Ret | 50 | Jo Siffert           | March-Ford         | 3    | Motore            | 7            |       |
| Ret | 14 | John Surtees         | Surtees-Ford       | 0    | Probl. Elettrici  | 10           |       |
| DNS | 28 | Graham Hill          | Lotus-Ford         |      | Ritiro volontario |              |       |
| DNS | 24 | John Miles           | Lotus-Ford         |      | Ritiro volontario |              |       |
| DNS | 22 | Jochen Rindt         | Lotus-Ford         |      | Incidente mortale |              |       |

## Statistiche

### Piloti
- 1ª vittoria per Clay Regazzoni
- 1º Gran Premio per Nanni Galli
- Ultimo Gran Premio per John Miles e Ignazio Giunti

### Costruttori
- 44° vittoria per la Ferrari
- 50º giro più veloce per la Ferrari

### Motori
- 44ª vittoria per il motore Ferrari
- 50º giro più veloce per il motore Ferrari

### Giri al comando
- Jacky Ickx (1-3, 19-20)
- Pedro Rodríguez (4, 7-8)
- Jackie Stewart (5-6, 9, 11, 14-17, 26-27, 31, 35, 37, 42-43, 51, 53)
- Clay Regazzoni (10, 12, 32-34, 36, 38-41, 44-50, 52, 54-68)
- Jackie Oliver (13, 18, 21-25, 28, 30)
- Denny Hulme (29)

## Classifiche

### Piloti
| Pos. | Pilota               | Punti |
| ---- | -------------------- | ----- |
| 1    | Jochen Rindt         | 45    |
| 2    | Jackie Stewart       | 25    |
| 3    | Jack Brabham         | 25    |
| 4    | Denny Hulme          | 23    |
| 5    | Clay Regazzoni       | 21    |
| 6    | Jacky Ickx           | 19    |
| 7    | Chris Amon           | 14    |
| 8    | Jean-Pierre Beltoise | 14    |
| 9    | Pedro Rodríguez      | 13    |
| 10   | Rolf Stommelen       | 10    |
| 11   | Henri Pescarolo      | 8     |
| 12   | Graham Hill          | 7     |
| 13   | Bruce McLaren        | 6     |
| 14   | Mario Andretti       | 4     |
| 15   | Ignazio Giunti       | 3     |
| 16   | Emerson Fittipaldi   | 3     |
| 17   | John Miles           | 2     |
| 18   | Johnny Servoz-Gavin  | 2     |
| 19   | Jackie Oliver        | 2     |
| 20   | John Surtees         | 1     |
| 21   | Dan Gurney           | 1     |
| 22   | François Cevert      | 1     |

### Costruttori
| Pos. | Team         | Punti |
| ---- | ------------ | ----- |
| 1    | Lotus-Ford   | 50    |
| 2    | March-Ford   | 39    |
| 3    | Brabham-Ford | 35    |
| 4    | Ferrari      | 34    |
| 5    | McLaren-Ford | 30    |
| 6    | Matra        | 21    |
| 7    | BRM          | 13    |